# الحكم الثلاثي الثاني

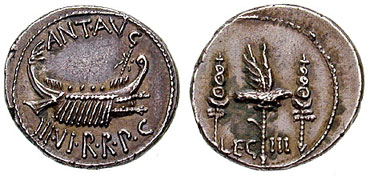

 الثلاثية الثانية (Second Triumvirate). هو الاسم الذي يطلقه المؤرخون إلى التحالف السياسي الرسمي من إثر اغتيال يوليوس قيصر، والذي شكل في 26 نوفمبر 43 ق.م. كان هناك مدتان خمس سنوات، والذي يغطى الفترة من 43 قبل الميلاد—33 قبل الميلاد.
تحالف ماركوس أنطونيوس إثر اغتيال قيصر مع أكتافيوس وليبيدوس مكونين التريومفيراتوس الثاني (43-33 ق.م.). انحلّ التريومفيراتوس سنة 33 ق.م. وأزيح ليبيدوس عن ساحة الأحداث بينما أدت الاختلافات بين أكتافيوس وماركوس أنطونيوس إلى نشوب حرب أهلية سنة 31 ق.م. انتهت بهزيمة هذا الأخير وحليفته كليوباترا السابعة في معركة أكتيوم البحرية انتحر على إثرها ماركوس أنطونيوس وذلك سنة 30 ق.م.
وخلافًا للثلاثية الأولى، الأكثر شهرة كانت الثلاثية الثانية رسمية السلطة في الدولة الرومانية الثلاثية الثانية، وأُعطت القانونية الكاملة.

## التاريخ
أُنشئت الثلاثية الثانية بموجب القانون في 43 قبل الميلاد حيث («أعضاء الحكومة الثلاثية لتأكيد الجمهورية القنصلية مع السلطة» امتلكت الثلاثية الثانية السلطة السياسية العليا. «لتأكيد الجمهورية». القيد الوحيد على الصلاحيات للثلاثية كانت مدتها خمس سنوات التي حددها القانون.